# سامار شمالی
سامار شمالی (Northern Samar) یکی از استان‌های کشور فیلیپین است. این استان در خاور این کشور قرار گرفته است و بخشی از جزایر ویسایا به شمار می‌رود.
مرکز این استان شهر کاتارمان است. جمعیت آن بیش از پانصد هزار نفر است. مساحت این استان سه هزار و پانصد کیلومتر مربع است .